# ميسيل أورسيني
ميسيل أورسيني (بالإنجليزية: Angel Orsini)‏ هي مصارعة محترفة وممثلة أمريكية، ولدت في 26 أغسطس 1969 في فورت لودرديل في الولايات المتحدة.

## وصلات خارجية
- الموقع الرسمي
- ميسيل أورسيني على موقع WrestlingData.com (الإنجليزية)
- ميسيل أورسيني على موقع CageMatch worker (الإنجليزية)
- ميسيل أورسيني على موقع قاعدة بيانات المصارعة على الإنترنت (الإنجليزية)
- ميسيل أورسيني على موقع IMDb (الإنجليزية)